# Algérie (tàu tuần dương Pháp)
Algérie là một tàu tuần dương hạng nặng của Hải quân Pháp thuộc lớp tàu của riêng nó đã phục vụ trong Chiến tranh Thế giới thứ hai. Tên của nó được đặt theo thuộc địa Algeria thuộc Pháp
Nó được chế tạo nhằm đối phó với lớp tàu tuần dương Zara của Ý, có lớp vỏ giáp tốt hơn so với những tàu tuần dương Pháp trước đó. Algérie được đặt lườn vào ngày 19 tháng 3 năm 1931 tại Xưởng vũ khí Brest. Nó được hạ thủy vào ngày 21 tháng 5 năm 1932 và được đưa ra hoạt động vào ngày 15 tháng 9 năm 1934.
Algérie khởi đầu Thế Chiến II như là soái hạm của Hải đội Tuần dương 1, vốn còn bao gồm các tàu tuần dương Dupleix, Foch, Duquesne, Tourville và Colbert cùng các tàu khu trục của các đội tàu khu trục 5, 7 và 9. Algérie đã cùng với Dupleix, thiết giáp hạm Strasbourg và tàu sân bay Anh Quốc HMS Hermes đặt căn cứ tại Dakar ở Tây Phi thuộc Pháp trong việc truy tìm chiếc tàu tuần dương hạng nặng Đức Admiral Graf Spee.
Vào tháng 3 năm 1940, sau khi được tái trang bị tại Toulon, nó tháp tùng thiết giáp hạm Bretagne đi đến Canada cùng với 3.000 thùng vàng dự trữ của Pháp. Đến tháng 4, Algérie quay trở lại Địa Trung Hải, và khi Ý tuyên chiến với Pháp, nó đã tham gia bắn phá Genova vào tháng 6. Nhiệm vụ cuối cùng dành cho nó trước khi Pháp đầu hàng là hộ tống một đoàn tàu vận tải.
Sau khi Pháp thua trận vào năm 1940, Algérie cùng hầu hết lực lượng của Hải quân Pháp được rút ra khỏi hoạt động tác chiến và được giữ tại Toulon. Hoạt động duy nhất của nó trong hải quân Vichy là hộ tống chiếc thiết giáp hạm Provence quay trở lại Toulon sau khi nó thoát khỏi Oran vào năm 1940. Đến năm 1941, dàn pháo hạng hai và hỏa lực phòng không được tăng cường, rồi đến năm 1942, nó được bổ sung hệ thống radar.
Nó tiếp tục ở lại Toulon khi Đức xâm chiếm cái được gọi là "Vùng tự do" vào ngày 27 tháng 11 năm 1942. Trong vụ Đánh đắm Hạm đội Pháp tại Toulon, chất nổ đã được cài đặt trên con tàu. Khi Đức cố thuyết phục thủy thủ đoàn rằng thỏa thuận ngừng bắn không cho phép đánh chìm tàu; thuyền trưởng đã yêu cầu người Đức chờ đợi mệnh lệnh của thượng cấp, nhưng bí mật kích hoạt các ngòi nổ. Khi Đô đốc Lacroix cuối cùng đến nơi, ông ra lệnh di tản khỏi con tàu; và khi người Đức chuẩn bị lên tàu, ông bảo họ con tàu sắp phát nổ. Nó đã nổ tung và cháy trong 20 ngày.
Người Ý đã cho nổi con tàu trở lại vào ngày 18 tháng 3 năm 1943, nhưng do bị hư hại quá mức có thể sửa chữa, nó bị tháo dỡ.